# The VelociPastor
Pour plus de détails, voir Fiche technique et Distribution.
The VelociPastor est une comédie horrifique d'action américaine écrite et réalisée par Brendan Steere (d). Elle raconte l'histoire du pasteur Doug Jones qui, à la suite d'une infection par un artefact, se transforme en vélociraptor quand il est en colère.
Créé à partir d'une idée qu'a Steere en 2010, le film est lancé le 13 août 2019 aux États-Unis par Wild Eye Releasing après avoir été diffusé le 31 août 2018 au festival de films B-Movie, Underground, and Trash (BUT).

## Synopsis
Doug Jones est un pasteur. Après avoir assisté à la mort de ses parents dans une voiture en feu, il part se ressourcer en Chine. Affrontant des ninjas lors de son parcours, il est infecté par un artefact. Par la suite, Jones fait des cauchemars. Tard dans la nuit, il se rend dans les bois, où il se transforme en dinosaure. Il sauve Carol, une prostituée, d'une bande de voyous.
Se réveillant le lendemain, nu dans le lit de Carol, Jones ne garde aucun souvenir de la nuit précédente. Mis au parfum par Carol, Jones prend conscience de ses nouveaux pouvoirs. Carol tente de le convaincre de les utiliser pour combattre le crime, sans succès. Jones retourne à l'église pour se confesser et rencontre Frankie Mermaid, le souteneur de Carol. Au cours de leur conversation, Jones apprend que Mermaid est le responsable du meurtre de ses parents.
Enragé, Jones élimine Mermaid. Maintenant convaincu de combattre le crime, Jones retourne voir Carol pour obtenir son aide. Le père Stewart apprend que Jones a de nouveaux pouvoirs et le confronte, tentant de le convaincre de s'en débarrasser et d'arrêter de tuer. Il amène Jones voir Altair, un exorciste. L'exorcisme échoue et Jones se transforme, emportant un œil de Stewart au passage.
Jones retourne voir Carol, mais rencontre des ninjas sur son passage. Stewart se réveille dans un camp de ninjas chrétiens trafiquants de drogues, menés par Wei Chan. Wei Chan expose son plan de vendre de la cocaïne créant une forte dépendance, espérant que celle-ci mènera les gens à joindre son armée. Stewart le confronte et est tué. Jones et Carol affrontent par la suite des ninjas et visent à stopper Wei Chan.
Jones est arrêté par Sam le Ninja Blanc. Il réalisera plus tard que celui-ci est son frère. Jones prend par surprise Sam et utilise une sorte de télékinésie pour s'emparer de l'épée de Sam et tuer ce dernier. Jones et Carol affrontent à nouveau des ninjas et sont grièvement blessés. Jones se transforme et défait les derniers ninjas avant d'être atteint par une flèche empoisonnée de Wei Chan, qui a pour effet d'arrêter la transformation de Jones. Les mains de celui-ci étant épargnées par le poison, il tue Wei Chan avec celles-ci. Il transporte ensuite Carol à l'hôpital, où celle-ci guérit de ses blessures.
Jones n'est plus un pasteur. Carol et lui planifient de parcourir le monde afin de le nettoyer du crime.

## Fiche technique
- Titre : The VelociPastor
- Réalisation : Brendan Steere (d)
- Scénario : Brendan Steere
- Musique : D. A. McCormick
- Photographie : Jesse Gouldsbury
- Montage : Brendan Steere
- Production : Jesse Gouldsbury, Brendan Steere et Brandon Taylor
- Société de production : Belka Strelka, Cyfuno Ventures, Hollow Tree Films, Laika Come Home et Polyphony Digital
- Pays de production :  États-Unis
- Genre : Comédie horrifique et science-fiction
- Durée : 75 minutes
- Dates de sortie : 
  -  France : 4 octobre 2018 (Festival de l'absurde séance)
  -  États-Unis : 13 août 2019 (DVD)

## Distribution
- Gregory James Cohan : Doug Jones
- Alyssa Kempinski : Carol
- Daniel Steere : Père Stewart
- Voltaire : Altair
- Yang Jiechang : Wei Chan
- Jesse Turits : Sam le Ninja Blanc
- Fernando Pacheco de Castro : Frankie Mermaid
- David Sokol : War Buddy Ali
- Kathleen Steere : Adeline
- Claire Hsu : villageois
- Nicholas M. Garofolo : sans-abri
- George Schewnzer : père de Jones
- Zachary Steere : dinosaure
- Erik Oh : Choi-Min
- Douglas Saint James : chirurgien
- Alec Lambert : Thug
- Janice Young : mère de Jones
- Pat Hroncich : soldat du Vietnam 1
- Dan Rhoades : soldat du Vietnam 2
- Kurt Voltmann : Goliath

## Production
L'idée du film émerge en 2010, alors que le réalisateur fréquente la School of Visual Arts. Son téléphone intelligent corrige Velociraptor en Veloci Pastor. Dans le cadre d'un projet scolaire, Steere réalise un court métrage sous la forme d'une fausse bande-annonce grindhouse annonçant The VelociPastor. Grâce à celui-ci, le visionnement de sa chaîne YouTube est multiplié par 1 000, ce qui lui fait croire qu'il pourrait réaliser un film sur le sujet.
De 2011 à 2016, il fait deux tentatives avortées de financement participatif sur Kickstarter et Seed&Spark. Finalement, le film est financé par un investisseur privé, ami de la belle-mère de Steere. The VelociPastor est ainsi tourné avec un budget de 35 000 dollars américains.

## Lancement
Le film est diffusé en première à Portland (Oregon) au printemps 2017. Après avoir été présenté dans des festivals de films, l'équipe signe un contrat avec le distributeur Wild Eye Releasing en 2018. Une bande-annonce est produite et le film est lancé en DVD et streaming en Amérique du Nord le 13 août 2019.

## Accueil
Le film obtient une note de 54 % sur Rotten Tomatoes, basée sur 13 critiques, avec une moyenne de 5,5/10.
Le film arrive à susciter l'intérêt d'une demi-douzaine de critiques,,,,.

## Suite
Brendan Steere désire réaliser une suite au film, dont le scénario est déjà écrit,. Ce projet a reçu 118 000 dollars lors d'un financement participatif kickstarter.